# Макаров, Пётр Георгиевич
Пётр Гео́ргиевич Мака́ров (20 октября 1918, Ташла, Самарская губерния — 25 ноября 1996, Жигулёвск, Самарская область) — участник Великой Отечественной войны, стрелок-радист, полный кавалер ордена Славы. Член КПСС с 1950.

## Биография
На фронте с сентября 1941 года. Начинал летать в бомбардировочной авиации, но скоро оказался в составе 511-го отдельного разведывательного авиационного полка. Летал на Пе-2.
5 августа 1943 г., будучи стрелком-радистом в экипаже лётчика Виталия Ерёмина и штурмана Владимира Старовойтова, во время выполнения разведки в районе Харькова вовремя заметил появление 9 мессершмиттов, пулемётным огнём сорвал их первоначальную атаку, что позволило Пе-2 скрыться в облаках. Через несколько дней вступил в бой с Хейнкель-111 и повредил его.
6 февраля 1944 года в районе Новоархангельска при отражении атаки двух вражеских истребителей подбил один из них, тогда же успел предупредить лётчика о сильном зенитном огне противника.
Старший сержант Пётр Макаров по возможности вёл разведку, помогая штурману. В архивах есть запись: «Товарищ Макаров сам ведёт разведку. 3 июня 1944 г. обнаружил автоколонну до 50 единиц в движении по дороге Бырлад на Хуши. 11 июня на станции Красна обнаружил три состава и один эшелон с платформами, крытыми брезентом, а на станции Бырлад — 7 составов. На аэродроме Хуши — 87 самолётов. На аэродроме в Бакэу — 60 самолётов, что штурман подтвердил фотоснимками».
За 22 боевых вылета в период освобождения Правобережной Украины Пётр Макаров был награждён орденом Славы 3-й степени. В одном из вылетов экипажем было замечено около 200 самолётов противника на аэродроме.
В августе 1944 года Макаров был награждён орденом Славы 2-й степени: «За надёжную охрану экипажа в воздухе и отличную передачу разведданных с борта самолёта на КП полка и радиостанции наземных войск».
В конце 1944 года старший сержант Макаров был представлен к ордену Славы 1 степени. В ходатайстве о награждении командир полка писал: «Все задания на дальнюю и ближнюю разведку войск противника выполнял хорошо и отлично».
Неоднократно вылетал на задания в качестве стрелка-радиста командира полка, ни разу не был ранен, ни разу самолёт, который оборонял Макаров, не был сбит. Всего совершил 78 боевых вылетов на дальнюю и ближнюю разведку.
Служил в ВВС до 1946 года. После демобилизации принимал участие в разработке нефтепромыслов в Куйбышевской области, осваивал целинные земли в Казахстане, жил в селе Хмелёвка Саратовской области, работал на деревообрабатывающем комбинате в Жигулёвске.
С 1978 года на пенсии, персональный пенсионер союзного значения.

## Награды
- Орден Отечественной войны 1 степени;
- Орден Красной Звезды,
- Орден Славы 1-й степени,
- Орден Славы 2-й степени,
- Орден Славы 3-й степени,
- медаль «За отвагу».

## Память
В Жигулёвске в 2000 годы была открыта мемориальная доска на улице Приволжской.